# بيلي غريفيث
بيلي غريفيث (16 يونيو 1914 في المملكة المتحدة - 7 أبريل 1993 في المملكة المتحدة) (بالإنجليزية: Billy Griffith)‏ هو لاعب كريكت بريطاني. شارك مع منتخب إنجلترا للكريكت. أما مع النوادي، فقد لعب مع نادي مقاطعة سري للكريكت ‏ ونادي مقاطعة ساسكس للكركيت ‏ ونادي جامعة كامبريدج للكريكيت ‏.

## وصلات خارجية
- بيلي غريفيث على موقع إي آس بي آن كريك إنفو (الإنجليزية)